# Bożena Chodynicka
Bożena Chodynicka z d. Cechmistro (ur. 7 września 1942 w Białymstoku, zm. 1 września 2023) – polska lekarka, specjalistka w zakresie dermatologii i wenerologii, profesor nauk medycznych.

## Specjalizacja i droga naukowa
W latach 1960–1966 studiowała na Wydziale Lekarskim Akademii Medycznej – AMB (obecnie: Uniwersytet Medyczny – UMB) w Białymstoku. Specjalizację pierwszego stopnia z dermatologii i wenerologii zdobyła w 1971 a tytuł specjalisty dermatologa i wenerologa – w 1978.
W 1977 obroniła pracę doktorską. Na podstawie dysertacji Badania nad udziałem krążących kompleksów immunologicznych w patogenezie kiły i odczynu Jarischa-Herxheimera-Łukasiewicza w 1991 uzyskała stopień naukowy doktora habilitowanego nauk medycznych w zakresie dermatologii.
W 2000 otrzymała tytuł naukowy profesora medycyny.

## Zatrudnienie
Po uzyskaniu dyplomu lekarza, została zatrudniona w Klinice Dermatologii i Wenerologii AMB/UMB, gdzie pracowała do 2012. W latach 1992–2012 zajmowała stanowisko kierownika tej kliniki.
Pełniła też funkcję (1994-1996) prodziekana Wydziału Lekarskiego z Oddziałem Stomatologii AMB (obecnie: Wydział Lekarski z Oddziałem Stomatologii i Oddziałem Nauczania w Języku Angielskim UMB).

## Praca naukowa i dydaktyczna
Na polu naukowym współpracowała m.in. z dermatologiem profesorem Robertem Allenem Schwartzem (Stany Zjednoczone) i z wenerologiem profesorem Michaelem Waugh (Wielka Brytania) w zakresie diagnostyki i leczenia HIV i boreliozy z Lyme.
W ramach szkolenia podyplomowego, profesor Chodynicka była kierownikiem specjalizacji lekarzy w zakresie dermatologii i wenerologii. Promotorka 6 przewodów  doktorskich i recenzentka również 6. Kiedy kierowała Kliniką Dermatologii i Wenerologii, siedmiu lekarzy z tej kliniki uzyskało stopień doktora habilitowanego, a dwóch – tytuł profesora.
Autorka i współautorka 376 publikacji naukowych, prac badawczych, w tym rozdziałów w podręcznikach z zakresu dermatologii i wenerologii dla studentów i lekarzy. Jej publikacje dotyczyły głównie zakażeń przenoszonych drogą płciową, boreliozy z Lyme, onkologii dermatologicznej, łuszczycy i chorób alergicznych skóry.

## Towarzystwa naukowe i działalność społeczna
Od 1969 była członkiem Polskiego Towarzystwa Dermatologicznego (PTD). Należała do Zarządu Głównego tego Towarzystwa (1991-2012). Przewodniczyła Zarządowi Oddziału Białostockiego PTD (1994-2010). Sprawowała funkcję prezesa Sekcji Wenerologicznej PTD (2000-2012).
W Zarządzie Sekcji Europejskiej International Union Against Sexually Transmitted Infections (IUSTI) pełniła funkcję przedstawiciela Polski (2000-2006).
Była konsultantem w dziedzinie dermatologii i wenerologii w województwie białostockim oraz konsultantem krajowym (2001–2002).
Brała udział w pracach komitetów i rad naukowych czasopism dermatologicznych. Pełniła role przewodniczącej, organizatorki i uczestniczki wielu konferencji i sympozjów związanych z dermatologią i wenerologią.

## Odznaczenia i nagrody
- Złoty Krzyż Zasługi (2000)[14];
- Nagrody Rektora AMB/UMB za osiągnięcia naukowe i dydaktyczne;
- Dyplom honorowego członka PTD wręczony na 31. Zjeździe PTD we Wrocławiu (2016).

## Życie prywatne
W ostatnim okresie życia spisała swoje wspomnienia z dzieciństwa i młodości. Zajmowała się życiem rodzinnym, „pięknie śpiewała, chętnie uprawiała turystykę” – wspomina jej mąż, Stanisław Chodynicki, emerytowany profesor nauk medycznych, specjalista w zakresie laryngologii.